# Patricia Elorza Eguiara
Patricia Elorza Eguiara (geboren am 8. April 1984 in Vitoria-Gasteiz) ist eine ehemalige spanische Handballspielerin, die überwiegend auf der Spielposition Rückraum eingesetzt wurde.

## Vereinskarriere
Elorza spielet von 2002 bis 2003 bei Balonmano Bera Bera, von 2003 bis 2004 bei Balonmano Zuazo, von 2004 bis 2012 bei Club Balonmano Castro Urdiales und von 2012 bis 2015 erneut bei Balonmano Bera Bera. Anschließend wechselte sie nach Frankreich, wo sie von 2015 bis 2016 bei ES Besançon spielte. 2016 kehrte sie nach Spanien zurück und war dort bis 2017 wieder bei Balonmano Bera Bera sowie anschließend noch ein Jahr bis zu ihrem Karriereende im Jahr 2018 wieder bei Balonmano Zuazo aktiv.
Mit Balonmano Bera Bera nahm sie auch mehrfach an europäischen Vereinswettbewerben teil, so am EHF-Pokal und an der EHF Champions League.

## Auswahlmannschaften
Patricia Elorza wurde auch für die Auswahlmannschaften der RFEBM eingesetzt.
Im Jahr 2000 bestritt sie zwei Einsätze mit der Jugendauswahl, wobei sie ein Tor warf.
Von 2002 bis 2003 stand sie in 22 Länderspielen der Juniorinnenmannschaft auf dem Platz, sie warf darin insgesamt 13 Tore. Mit der spanischen Auswahl nahm sie an der U-19-Europameisterschaft 2002 (3. Platz) teil.
Am 24. September 2010 wurde Elorza erstmals in der A-Nationalmannschaft eingesetzt. Bis Dezember 2016 absolvierte sie insgesamt 126 Länderspiele für Spanien und warf darin 75 Tore. Sie nahm an der Weltmeisterschaft 2011 (3. Platz), an den Olympischen Sommerspielen 2012 (3. Platz), der Europameisterschaft 2012 (11. Platz), den Mittelmeerspielen 2013 (5. Platz), der Weltmeisterschaft 2013 (9. Platz), der Europameisterschaft 2014 (2. Platz), der Weltmeisterschaft 2015 (12. Platz), den Olympischen Sommerspielen 2016 (6. Platz) und zuletzt an der Europameisterschaft 2016 (11. Platz) teil.

## Erfolge
Zu ihren sportlichen Erfolgen zählen:
- 3 × Gewinn der spanischen Meisterschaft (2013, 2014, 2015 mit Balonmano Bera Bera)
- 2 × Gewinn der Copa de la Reina (2013, 2014 mit Balonmano Bera Bera)
- 4 × Gewinn der Supercopa de España (2012, 2013, 2014, 2016 mit Balonmano Bera Bera)
- 2. Platz (Silbermedaille) bei der Europameisterschaft 2014
- 3. Platz (Bronzemedaille) bei der Weltmeisterschaft 2011
- 3. Platz (Bronzemedaille) bei den Olympischen Sommerspielen 2012